# NGC 4143
NGC 4143 (również PGC 38654 lub UGC 7142) – galaktyka soczewkowata (SB0), znajdująca się w gwiazdozbiorze Psów Gończych. Odkrył ją William Herschel 14 stycznia 1788 roku. Jest to galaktyka z aktywnym jądrem typu LINER.